# International Journal of Medical Microbiology
International Journal of Medical Microbiology (abgekürzt Int J Med Microbiol oder IJMM) ist eine seit 1887 erscheinende Zeitschrift für Mikrobiologie. Sie wurde von Friedrich Loeffler unter dem Namen Centralblatt für Bacteriologie und Parasitenkunde gegründet. Nach 16 Bänden unter dem Originaltitel, erschienen ab 1895 zwei unterschiedliche Reihen, genannt Abteilungen.
Abteilung 1 konzentrierte sich fortan auf Medizinisch-hygienische Bakteriologie und tierische Parasitenkunde und übernahm die ursprüngliche Bandzählung und setzte diese fort. Nach 14 Bänden (17 bis 30) separierte sich die erste Abteilung in 2 Editionen: a) 1. Abteilung – Originale mit Originalarbeiten und b) 1. Abteilung – Referate mit Übersichtsarbeiten. Beide Unterabteilungen erschienen ab Band 31.1901 parallel und in unterschiedlicher Häufigkeit, sodass bis 1945 die Unterabteilung Originale die Bandzahl 151 erreichte, während die Unterabteilung Referate mit Band 145.1945 endete.
Ab 1895 erschien zudem eine separate 2. Abteilung, die sich auf Allgemeine, landwirtschaftliche, technische Nahrungsmittelbakteriologie und Mykologie, Protozoologie, Pflanzenkrankheiten und Pflanzenschutz sowie Tierkrankheiten fokussierte. Im Unterschied zu der 1. Abteilung, die die ursprüngliche Bandzählung übernahm und fortsetzte, setzte die 2. Abteilung mit Band 1.1895 neu ein und publizierte bis zu ihrer Einstellung 1944 insgesamt 106 Bände.
Nach dem Zweiten Weltkrieg setzten beide Abteilungen in den insgesamt 3 Editionen ab 1947 (Abteilung 1) bzw. 1952 (Abteilung 2) ihr getrenntes Erscheinen fort. Die Abteilungen wurden weiterhin im Fischer-Verlag redigiert und ediert, allerdings in der Hauptzentrale der nach Stuttgart ausgewanderten Verlagsfamilie, nicht in der in Jena verbliebenen und bis 1990 weitergeführten DDR-Marke. Der Hauptsachtitel wurde erweitert zu Zentralblatt für Bakteriologie, Parasitenkunde, Infektionskrankheiten und Hygiene erweitert.
Mit dem Jahr 1980 änderte sich der Titel zu Zentralblatt für Bakteriologie, Mikrobiologie und Hygiene und erschien in der Folge auch unter dem englischen (Unter-)Titel international journal of microbiology and hygiene. Zusätzlich erschien die Sub-Reihe Abteilung 1, Originale in zwei Sub-Editionen A und B. Die Reihen wurden bis 1999 im Fischer-, später wiedervereinigten Urban & Fischer-Verlag bis 1999 herausgegeben.
Ab 2000 erscheint das Zentralblatt für Bakteriologie unter dem englischen Titel International journal of medical microbiology : IJMM im Elsevier-Verlag.
Der aktuelle Chefredakteur des Blattes ist Sebastian Suerbaum. 2016 besaß die Zeitschrift einen Impact Factor von 3,391.

## Wikilinks
- Zusammenstellung der verfügbaren Digitalisate der Bände ab 1.1887 bis (maximal) 1945 in der Wikisource